# Sarah Dessen

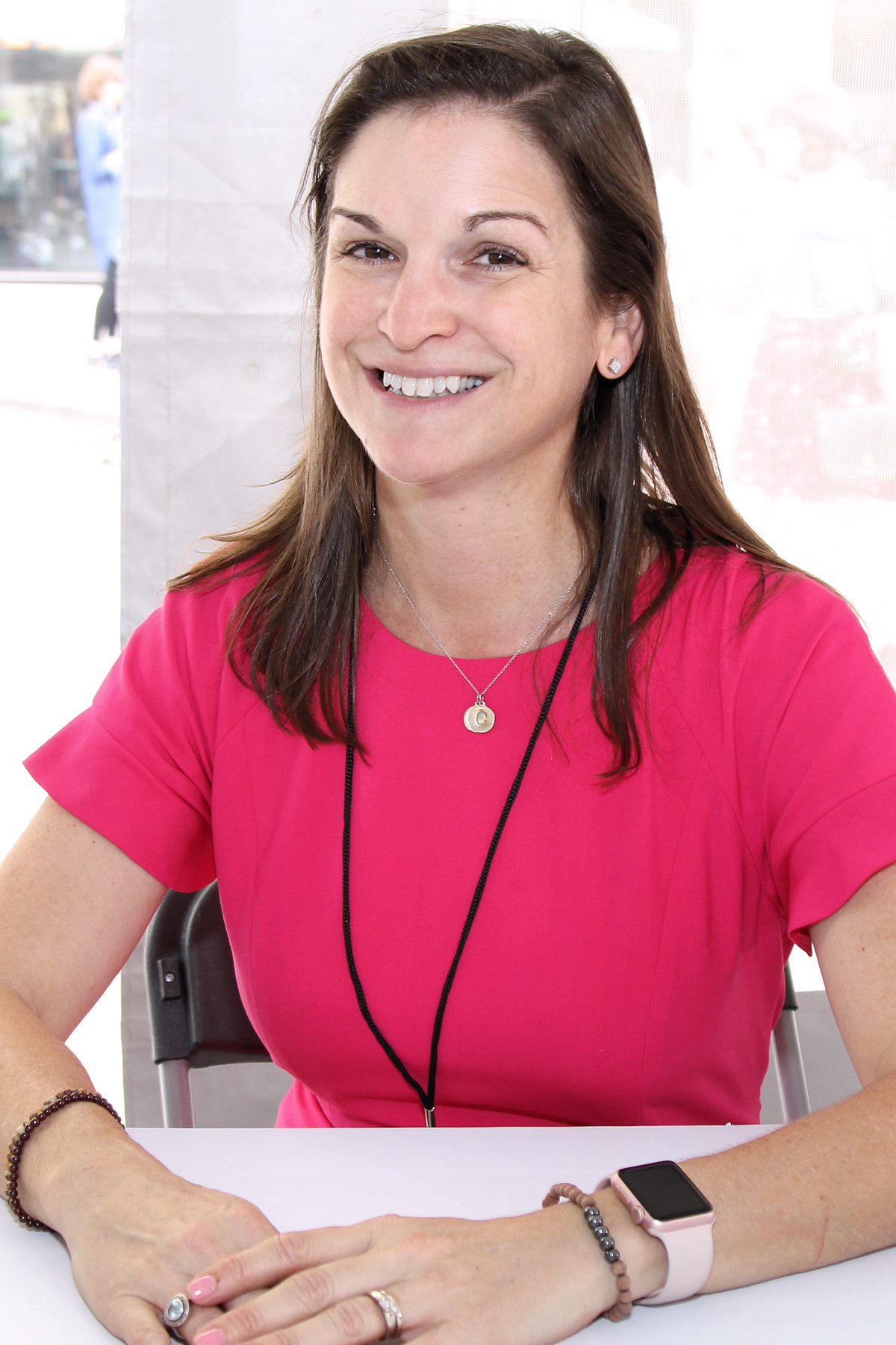
Sarah Dessen, 2017

Sarah Dessen (* 6. Juni 1970 in Evanston, Illinois) ist eine US-amerikanische Jugendbuchautorin, die in Chapel Hill, North Carolina lebt und unterrichtet.

## Leben
Sie wuchs in North Carolina auf, wo ihre Eltern Professoren an der University of North Carolina waren, die Dessen später besuchte. Sie studierte Englisch und Creative Writing als Nebenkurs. Ihr Studium schloss sie mit einem Hochschulabschluss in Englisch ab. Heute unterrichtet Dessen selbst an der University of North Carolina Creative Writing.
Nach dem College begann Dessen, trotz der Hoffnungen ihrer Eltern auf eine bodenständige Arbeit ihrer Tochter, ihren Job beim Flying Burrito Restaurant. Sie arbeitete nachts und schrieb tagsüber an ihrem ersten Roman. Drei Jahre später wurde That Summer (Der Sommer mit dir) in Amerika veröffentlicht. Seitdem haben ihre acht Bücher viele Preise gewonnen.
Ihr vorletzter Roman Just Listen, der im April 2008 in Deutschland erschien, erreichte in Amerika nach der Veröffentlichung im April 2006 Platz zwei in der New York Times Book Review. Danach erschien in den USA Lock and Key.

## How to Deal
Zwei ihrer Romane, Someone like You und Der Sommer mit dir, waren die Grundlage für How to Deal, ein Film aus dem Jahre 2003 mit Mandy Moore in der Hauptrolle. Die Handlungen der beiden Bücher wurden dabei vermischt und teilweise verändert.

## Bücher
- That Summer (dt.: Jener Sommer oder Der Sommer mit dir oder Sweetheart)
- Someone Like You (dt.: Someone like You, dtv pocket, ISBN 978-3-423-78203-6)
- Keeping the Moon (dt.: Crazy Moon, dtv pocket, ISBN 978-3-423-78180-0)
- Dreamland (dt.: Ich bin du oder Wir sehen uns im Traumland)
- This Lullaby (dt.: Zu cool für dich, dtv pocket, ISBN 978-3-423-78198-5)
- The Truth About Forever (dt.: Zwischen jetzt und immer, dtv pocket, ISBN 978-3-423-78210-4)
- Just Listen (dt.: Just Listen, dtv pocket, ISBN 978-3-423-78222-7)
- Lock and Key (dt.: About Ruby, dtv pocket, ISBN 978-3-423-78242-5)
- Along for the Ride (dt.: Because of You, dtv pocket, ISBN 978-3-423-78253-1)
- What Happened to Goodbye (dt.: Stop saying Goodbye, dtv pocket, ISBN 978-3-423-78261-6)
- The Moon and More (dt.: The Moon and More, dtv, ISBN 978-3-423-74010-4)
- Saint Anything (dt.: Anything for Love, dtv, ISBN 978-3-423-71722-9)
- Once and for All (dt.: Once and for All, dtv, noch nicht erschienen)